# Быстрая вудфордия
Быстрая вудфордия (лат. Zosterops lacertosus) — вид воробьиных птиц из семейства белоглазковых (Zosteropidae).
Английское название (Sanford’s white-eye) дано птице в честь американского хирурга и орнитолога-любителя, попечителя Американского музея естественной истории доктора Леонарда Катлера Сэнфорда (1868—1950).

## Распространение
Эндемик острова Нендо (группа островов Санта-Крус, Соломоновы Острова). Естественной средой обитания вида являются субтропические и тропические влажные леса.

## Описание
Длина тела от 15 до 16 сантиметров. Окологлазное кольцо очень узкое, но некоторые перья над глазом делают его большим. Верх янтарно-коричневый; верхние кроющие крыла и хвостовые перья красновато-коричневые. Нижняя сторона — песочно-коричневого цвета, на горле оливкового цвета. Радужная оболочка коричневая. Клюв и ноги светло-жёлтые. От близкородственной птицы Zosterops superciliosus она отличается чётким рисунком, более длинным клювом и коричневой окраской оперения. Половой диморфизм не выражен.
Об образе жизни известно мало. В поисках пищи птицы держатся парами в пологе леса или в среднем ярусе деревьев и иногда наблюдаются у плодов.
МСОП присвоил виду охранный статус «Близки к уязвимому положению» (NT).